# 格亚斯丁·耶尔马兹
格亚斯丁·耶尔马兹（土耳其語：Gıyasettin Yılmaz，1938年5月6日—），土耳其男子摔跤运动员。他曾代表土耳其参加世界摔跤锦标赛，获得一枚铜牌。他也曾参加1964年、1968年和1972年夏季奥林匹克运动会。